# Keps

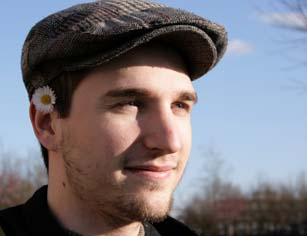
Sportkeps eller "gubbkeps", på engelska Flatcap eller Scallycap.

Basebollkeps.

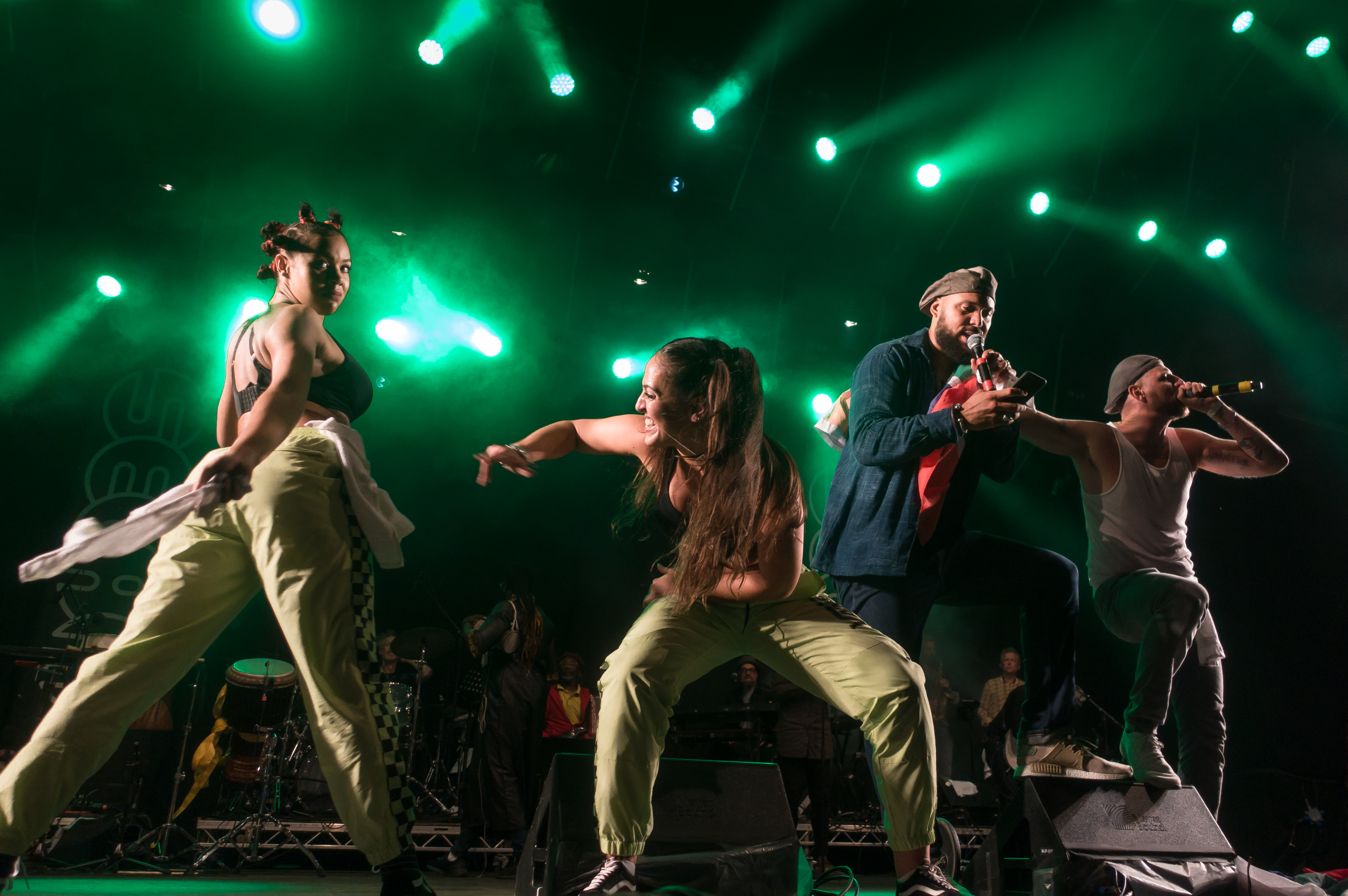
Kaliffa och Jens Malmlöf i kepsar uppträder på Gustav Adolfs torg på Stockholms Kulturfestival 2019.

En keps är en typ av huvudbonad, en mjuk mössa med skärm. Ursprungslandet anses vara Storbritannien, där den lanserades under 1880-talet. En vanlig typ av keps är basebollkepsen. En annan är den så kallade "gubbkepsen". 
Under bandyns storhetstid var kepsen den självklara huvudbonaden för sportens utövare. Under senare tid har kepsen blivit en vanlig accessoar, inte minst bland yngre män och hipsters. Användning inomhus är kontroversiell eftersom det strider mot den traditionella konventionen att man där tar av sig eventuell huvudbonad.

## Etymologi
Ordet keps kommer från engelskans caps (plural av cap). Engelskans cap är dock ett vidare begrepp än svenskans keps; en svensk keps har skärm, vilket en engelsk cap inte nödvändigtvis har. Engelskans cap kommer i sin tur av senlatinets cappa ('hätta', 'kappa').